# Музеј Зигмунда Фројда
Музеј Зигмунда Фројда један је од неколико музеја у свету посвећених овом великану психијатрије и оснивачу психоаналаизе, у његовом некадашњем стану у Бечу, у коме је провео један део свог живота, све док није био принуђен да га напусти са породицицом, под притиском растућег националсоцијализма у Аустрији.

## Положај и размештај
Музеј се налази у чувеној бечкој улици Berggasse 19, у деветом кварту Беча, у стану са 11 соба, који је временом посто колевка психоанализе, јер је у њему 47 година Зигмунд Фројд живео и радио, све до 1938. године.
Музеј се од оснивања постепено ширио с временом. Најпре је био смештен у неколико соба Фројдове ординације, да би се током осамдесетих и деведесетих година 20. века музејски простор значајно увећао на рачун приватних просторија у којима је живела породица Фројд.
Посебна просторија намењена је за видеопројекције и у њој се пројектују јединствени филмски материјал који приказује породицу Фројд из 1930-их, уз пратеће коментаре Ане Фројд.
Музеј Зигмунда Фројда у Бечу је 7. септембра 2016. године најавио велико повећање својих капацитета до 2020. године, како би што боље задовољио растуће потребе посетилаца широм света.
Према речима директорке музеја Моника Песлер... 
Посетиоци се кроз музеј крећу тачно по стопама породице Фројд и њихових пацијената, пролазе истим уходаним стазама, као рецимо дискретним излазом кориштеним од оних којима је било неугодно да их се види како напуштају психијатријску праксу.

## Историја
Музеј је основан 1971. године под називом Музеј Зигмунда Фројда (Sigmund Freud Museum)., уз помоћ (око музејске поставке) Фројдове најмлађе ћерке Ане, која је по повратку  у Беч и поклонила неколико аутентичних предмета, између осталог и огледало које је Фројду служило за збуњивање пацијената.
Фројдова кућа, у којој се данас налази музеј,  је стамбена зграда у улици Берггасе (Berggasse) 19  која је подигнута 1890. године по пројекту швајцарског архитекте Херман Штирлина, представника академског стила у архитектури.
Фројдова кућа је изграђена на плацу на коме је некад стајала кућа Виктора Адлера, једног од главних представника аустромарксизма. Зграду у Берггасе 19 је Штирлин подигао у свом омиљеном стилу, неоренесанси: Камена рустика на порталу и првом спрату (технички мезанин) као да је изашла из приручника ренесансне архитектуре Себастијана Серлија (1537). На фасади се проминентно издваја "belle etage" са лођом уоквиреном стубовима под капителима.
Фројд се уселио у ову зграду одмах по завршетку градње, 1891, и то у стан у приземљу (технички високом партеру,  мало подигнутом од нивоа улице) и једном на првом спрату (мезанину), по принципи ординација у приземљу стан у мезенину.
У овој кући живо је Фројд са породицом од 1891. до 1938. године, односно све до 4. јуна 1938. године, када је са својом породицом у страху од растућег националсоцијализма био приморан да оде у избеглиштво у Енглеску. Иако је до 1938. је Фројд био довољно интернационално познат,  нацисти се након преузимања власти нису одмах усудили да га пошаљу у логор, већ су му допустили да се исели за Лондон, са целокупном прородицом, намештајем, личним стварима и библиотеком, кућном помоћницом и породичним доктором у Лондон, у коме је наредне године умро од карцинома, и/или предозирања јаким опијатима којима му је породични лекар сузбијао болове.

### Обнова музеја у 21. веку
После скоро две године реновирања, у Бечу је поново отворен музеј Сигмунда Фројда, са новим изложбеним концептом, тима аутора који се одлучио...
...за метод аутентичних трагова и отисака умотаних у одећу новог и савременог. Фројд као глобални бренд и тамна мрља на савести германских нација.
 Нови изложбени концепт сада је уместо на 280 размештен на 550 квадратних метара. Као резултат тога, све приватне просторије и ординација оснивача психоанализе сада су први пут отворене за јавност, а према речима описала је директорке музеја Монике Песлер, 
Посетиоци могу чак открити неке оригиналне трагове из Фројдовог времена у просторијама. Архитекта Херман Цех, задужен за обнову, одлучио је не само да остави оригиналне зидне слике, стару телефонску линију у спаваћој соби Ане Фреуд већ и трагове тепиха који је био причвршћен на зид иза кауча за лечење, које је намерно учинио видљивим.
Обнова музеја, која је коштала готово четири милиона евра, поред три нове сталне изложбе, створила је модерне фоаје и кафић, као и посебне просторе за даљи развој и каснију перцепцију Фројдовог дела.

## Музејска збирка
Музејска збирка садржи релативно мали број аутентичних предмета – намештај и личне Фројдове предмете, што симболично наглашава утисак празнине и присуства његовог духа и апсурдне ситуације која симболизује крах Фројдовог живота. То је учињено да се оживи аутентична атмосфера, јер недостају кључне елементе: сто, столица и пре свега кауч: на коме су његови пацијенти понекад и до 10 сати непрекидног опуштања говорили о себи, док је Фројд ћутао и слушао их пажљиво. Намештај и други предмети који недостају налазе се на другом месту у Лондону на адреси Maresfield Gardens 20.
На то је утицала чињеница да је Фројд са породицом емигрирао у Лондон 1938. године пред растућим притиском националсоцијализма након прикључења Аустрије Немачкој, и са собом понео целокупну имовину. Како је данас у Лондону, у кући у којој су у Енглеској живели Фројдови, отворен музеј Зигмунда Фројда (Freud Museum), 1982. године, практично готово сва његова заоставштина са преко две хиљаде предмета је у овом а не бечком музеју.
У музејској поставци посебан значај имају Фројдова софа за психоанализу, писаћи сто, библиотека, збирка античких фигура и збирка намештаја из 18. и 19. века. У саставу музејског фонда су и предмети везани за живот и рад Ане Фројд (1895 – 1982), која је била сарадник свог оца и један од оснивача психоанализе и дечје психологије. У једној од просторија приказани су и историјски снимци из приватног живота Фројдове породице сложени и са коментарима Ане Фројд.

## Библиотека
Библиотека Музеја поседује више од 35.000 књига, и несумњиво је једна од највећих тематских библиотека у Европи посвећена психоанализи. Напомена 2 Отворена је 1974. године, и на почетку је била окружена просторијама које су до 1938. године биле намењена за психоаналитичке консултације Ане Фројд. 
Књиге су дониране од стране истакнутих психоаналитичара, на иницијативу Ане Фројд, која не само да је активно учествовала у донаторским кампањама прикупљању књига, већ и у каталогизацији огромне колекције.
У великој мери збирка се односи на материјале, публикације и збирке специјализованих часописа који су највећим дело, на енглеском језику. Већина радова у библиотеци бави се теоријом, клиничком аналитичком праксом и психијатријском техником, али постоје и обимна документација посвећена примењеној психоанализи, посебно педагогији, социјалној психологији, антропологији.
Постоје у овој библиотеци и дела која су више историјска и документаристичка него чисто техничка, као што су прва издања неколико Фројдових дела (међу којима је и прво издање Тумачења снова) и копија дела  Давид Коперфилд које је Фројд дао Марти Бернаис када су били дечаци, и неке друге копије са посветама Фројду. 16
Библиотека, међутим, није отворена за широку јавност, већ за студенте који желе приступити материјалу у истраживачке сврхе. Пре посете неопходно је унапред заказати долазак.

## Архив
Архива музеја Зигмунда Фројда (Sigmund-Freud-Haus-Archiv) чине збирке историјског материјала, у којима су носиоца информација: документа, рукописи, фотографије, магнетне траке, исечци из новина, филмова.
Укупно, постоји више од 50.000 каталогизираних предмета који су набављени на основу кредита и донација почев од 1971. године, када је отворен и музеј.
Друштво Зигмунд Фројд редовно организује неке тематске изложбе, на којима презентује овај историјски материјал. Аргива пронађена у Berggasse 19 у Бечу не сме се мешати са архивом Зигмунда Фројда која се налази у Библиотеци Конгреса Сједињених Држава (US Library of Congress), у којој такође постоји један велики број докумената, од којих су неки врло ограничени или класификовани за приступ.
Од 1993. године уз претходно одобрење Музеја, могућ је приступ овој архиви ради истраживања.

## Изглед и план Фројдове куће у Бечу из 1938.
Зграду у Берггасе 19 у Бечу изграђена је стилу неоренесансе, по угледу на ренесансну архитектуру Себастијана Серлија (1537). камена рустика на порталу и првом спрату (технички мезанин), док на фасади доминира "belle etage" са лођом уоквиреном стубовима под капителима. 
Ова плата  која  са улице има локали за изнајмљивање,  иза њих приземни стан "хаусмајстора", а изнад неколико спратова,  припада типу градских палата са фасадом која је била од камена за вечност, док је иза ње само секција у средини била репрезентативна, а остатак раслојен по класама.
Оно што ову зграду, за коју многи историчари архиректуре мисле  да архитектонски и стилски није ништа посебно, данас је од других сличних у Бечу идваја:
- Оригиналан "хаустор" са оградом од кованог гвожђа у југендстилу
- Чињеници да је у њој скоро педесет година живео и радио отац психоанализе.

Моника Песлер и Херман Чех су читав концепт обнове вешто развили око те две чњенице и зграду претворили "у музеј саме себе".

### План стана у Берггасе 19 у Бечу
Кликните на цртежу на означене области (обележено плавом бојом) да бисте видели слике повезане са сваком од соба или са прочељем зграде: